# Miegėnai
Miegėnai − wieś na Litwie, w okręgu kowieńskim, w rejonie kiejdańskim, w gminie Gudžiūnai, nad Nykisem, dopływem Laudy. W 2011 roku liczyła 341 mieszkańców. W miejscowości znajdują się poczta, punkt medyczny, szkoła podstawowa oraz biblioteka.
Wieś wzmiankowana była po raz pierwszy w 1379 roku w kronice Wiganda z Marburga. W okresie radzieckim była siedzibą kołchozu.
W 1739 miejscowość obejmowała 10 gospodarstw. W 1820 roku liczyła 159 mieszkańców (146 we wsi i 13 w majątku), w 1902 roku − 162 mieszkańców (102 we wsi, 49 w majątku, 8 w przysiółku i 3 w jednosielu), w 1923 roku − 255 mieszkańców (178 we wsi i 77 w majątku), w 1959 roku − 196 mieszkańców, w 1970 roku − 272 mieszkańców, w 1979 roku − 327 mieszkańców, w 1989 roku − 372 mieszkańców, w 2001 roku − 388 mieszkańców.
W majątku Miegiany urodził się Ignacy Raczkowski (1896–1943), kapitan Wojska Polskiego, kawaler Orderu Virtuti Militari.